# Nowak Transport
Nowak Transport – przedsiębiorstwo transportowe ze Świerklańca zajmujące się przewozem osób na liniach miejskich na zlecenie Zarządu Transportu Metropolitalnego. Siedziba firmy oraz jej zajezdnia znajduje się przy ulicy 3 Maja 57 w Świerklańcu. Tabor autobusowy firmy stanowią w większości nowe pojazdy białoruskiej marki MAZ. 
27 grudnia 2011 roku przedsiębiorstwo przejęło firmę Ampex Radzionków wraz z jej taborem i liniami.
Nowak Transport jest liderem Śląskiego Konsorcjum Autobusowego, obsługującego komunikację miejską w Wałbrzychu na Dolnym Śląsku. Jest również członkiem Konsorcjum Świerklaniec, obsługującego linie na zlecenie MZKP Tarnowskie Góry.
Firma specjalizuje się również w przewozach krajowych i międzynarodowych luksusowymi autokarami marki Mercedes-Benz oraz międzynarodowej spedycji.

## Obsługiwane linie
Firma Nowak Transport obecnie obsługuje następujące linie:
- na zlecenie Zarządu Transportu Metropolitalnego: 83, 85, 98, 119, 139, 142, 143, 145, 151, 152, 158, 164/264, 174, 189, 201, 203, 204, 205, 206, 207, 225/625, 246, 283, 614, 615, 670/671, 700, 712, 736, 737, 747, 748

## Tabor miejski
| Marka i typ autobusu                                 | przewóz osób na wózkach                              | Eksploatacja od                                      | Wiek (rocznikowo)                                    | Liczba egzemplarzy |
| ---------------------------------------------------- | ---------------------------------------------------- | ---------------------------------------------------- | ---------------------------------------------------- | ------------------ |
| Citroën Jumper                                       | przewóz osób na wózkach                              | 2014                                                 | 9                                                    | 1                  |
| Iveco Crossway 10.8LE                                | przewóz osób na wózkach                              | 2015                                                 | <1                                                   | 2                  |
| Mercedes O530 Citaro                                 | przewóz osób na wózkach                              | 2001                                                 | 18                                                   | 1                  |
| MAN NL243                                            | przewóz osób na wózkach                              | 2012                                                 | 15                                                   | 1                  |
| MAN NÜ313                                            | przewóz osób na wózkach                              | 2013                                                 | 16                                                   | 1                  |
| MAZ 103                                              | przewóz osób na wózkach                              | 2007                                                 | 8                                                    | 3                  |
| MAZ 203                                              | przewóz osób na wózkach                              | 2012                                                 | 1/9                                                  | 22                 |
| MAZ 206                                              | przewóz osób na wózkach                              | 2014                                                 | 3/5                                                  | 2                  |
| Mercedes-Benz Vario                                  |                                                      | 2014                                                 | 13                                                   | 1                  |
| Renault Master                                       | przewóz osób na wózkach                              | 2014                                                 | 8                                                    | 1                  |
| SOR BN 8,5                                           | przewóz osób na wózkach                              | 2014                                                 | 2                                                    | 1                  |
| SOR BN 12                                            | przewóz osób na wózkach                              | 2015                                                 | <1                                                   | 2                  |
| ZAZ A10C34                                           | przewóz osób na wózkach                              | 2014                                                 | 1/3                                                  | 3                  |
| ZAZ A10C3A                                           | przewóz osób na wózkach                              | 2019                                                 | 0                                                    | 1                  |
| Wszystkie pojazdy                                    | Wszystkie pojazdy                                    | Wszystkie pojazdy                                    | Wszystkie pojazdy                                    | 44                 |
| Udział autobusów niskopodłogowych i niskowejściowych | Udział autobusów niskopodłogowych i niskowejściowych | Udział autobusów niskopodłogowych i niskowejściowych | Udział autobusów niskopodłogowych i niskowejściowych | 95%                |
| Średni wiek pojazdów w latach                        | Średni wiek pojazdów w latach                        | Średni wiek pojazdów w latach                        | Średni wiek pojazdów w latach                        | 6                  |

## Tabor turystyczny
| Marka i typ autobusu          | przewóz osób na wózkach       | Eksploatacja od               | Wiek (rocznikowo)             | Liczba egzemplarzy |
| ----------------------------- | ----------------------------- | ----------------------------- | ----------------------------- | ------------------ |
| Mercedes-Benz O350-15SHD      |                               | 2007                          | 13                            | 1                  |
| Mercedes-Benz Tourismo 17RHD  |                               | 2010                          | 6/7                           | 2                  |
| Wszystkie pojazdy             | Wszystkie pojazdy             | Wszystkie pojazdy             | Wszystkie pojazdy             | 3                  |
| Średni wiek pojazdów w latach | Średni wiek pojazdów w latach | Średni wiek pojazdów w latach | Średni wiek pojazdów w latach | 9                  |